# Nytt socialt kontrakt
Nytt socialt kontrakt (ned: Nieuw Sociaal Contract, NSC) är ett kristdemokratiskt politiskt parti i Nederländerna. Det grundades 2023 som en utbrytare från partiet Kristdemokratisk appell (CDA). Vid parlamentsvalen till Andra kammaren samma år blev man fjärde största parti.

## Historik

### Bakgrund
I början av 2021 skrev politikern Pieter Omtzigt manifestet Een nieuw sociaal contract (Ett nytt socialt kontrakt), med idéer för Kristdemokratisk appell (CDA). Detta var partiet han representerade i Andra kammaren vid den tiden.
Efter detta kom Omtzigt i konflikt med sitt parti om utnämningen av Wopke Hoekstra till partiledare. Dessutom utvecklades en skandal som involverade en anteckning skriven av ministern Ollongren (D66), i ett möte med Mark Rutte (CDS). Anteckningen berörde att Omtzigt enligt denne borde omplaceras, "Positionera Omtzigt, ställning på annat håll". När detta läckte ut, under regeringsbildningen 2021–2022, avbröt han sin partilojalitet till CDA i juni 2021 och fortsatte som en politisk vilde från september samma år.

### Bildande och valkampanj

Partiledaren Pieter Omtzigt och Nicolien van Vroonhoven-Kok vid partiets första partimöte i november 2023.

Efter att valet 2023 lett till Regeringen Rutte IV:s fall, bildade Omtzigt Nieuw Social Contract (NSC) den 19 augusti 2023. Hans manifest från 2021 låg då som grund för det nya partiets partiprogram. Dagen efter meddelade Omtzigt i tidningen Tubantia att han inte strävade efter att NSC skulle bli det största partiet i valet i november samma år. Om det skulle hända, ville han inte bli premiärminister, utan stanna kvar i Andra kammaren som gruppledare. Efter att partiets kandidatlista presenterats uteslöt Omtzigt inte längre premiärministerskap.
Den framträdande CDA-politikern Eddy van Hijum blev ordförande i kommittén som skulle skriva partiets manifest inför valet 2023. Den tidigare VVD-politikern Onno Aerden presenterades som partiets talesperson den 12 september, men han hoppade några timmar senare av när en tweet dök upp igen där han hade hänvisat till Bondemedborgarrörelsen (BBB) som "en tumör som förstör den bräckliga demokratin inifrån". Den 2 oktober tillkännagav NSC att dess medgrundare och konstituerande ordförande Hein Pieper avgår, efter avslöjandet av en tidigare anklagelse om maktmissbruk.
Fram till den 28 augusti 2023 erbjöd partiet personer som ställt sig bakom partiets principer möjligheten att online ansöka om att kandidera till en plats i Andra kammaren. Det meddelades senare att omkring 2 400 kandidater hade registrerat sig. NSC presenterade en lista med 44 kandidater den 26 september 2023. Den inkluderar flera tidigare parlamentsledamöter, såsom Nicolien van Vroonhoven-Kok, Eddy van Hijum, Wytske Postma och Folkert Idsinga, samt personer utan politisk erfarenhet, inklusive en domare, en pensionsexpert, en allmän åklagare, en före detta ambassadör, en mikrobiolog/kolumnist, en direktör för ett bostadsbolag, tjänstemän och affärsmän.

### Parlamentsvalet 2023 och regeringsförhandlingar
NSC vann 20 mandat i valet den 22 november och kom in i Andra kammaren som det fjärde största partiet, medan det högerpopulistiska Partiet för frihet (PVV) fick en politisk majoritet. Omtzigt hade under kampanjen berättat att NSC inte skulle vara villig att bilda en koalitionsregering med PVV och Forum för demokrati (FvD), eftersom han ansåg att de inte uppfyllde de "grundläggande villkoren för rättsstaten". Efter regeringsbildande samtal med PVV, VVD och BBB lämnade Omtzigt möjligheten till en utomparlamentarisk regering öppen.
De fyra partierna slöt i maj 2024 ett avtal, efter att Omtzigt dessförinnan tillfälligt hade hoppat av samtalen på grund av oro över statsfinanserna.

## Ideologi och ståndpunkter
NSC har beskrivits som center till center-höger, anti-establissemang, kristdemokratisk och nära kommunitär filosofi. Artikel 2 i partiets stadgar talar om "personligt ansvar, familj och samhällen och distribuerad privat egendom" som grundprinciper, medan ett medföljande program av principer nämner begrepp som personalism, dygdetik och den sociala marknadsekonomin. Partiet är också kritiskt till nyliberalismen och anser att nyliberala tendenser i nederländsk ekonomi bör tyglas.
"God förvaltning" och "social trygghet" är partiets främsta frågor. Policyer för god samhällsstyrning inkluderar inrättandet av en författningsdomstol och inrättandet av ett regionalt valsystem liknande det i Sverige. När det gäller social trygghet föreslår partiet en revidering av levnadslönen för att hjälpa människor som lever med låga inkomster.
Medan NSC har jämförts med center-vänster-alliansen GroenLinks–PvdA när det gäller sociala frågor, har partiet en mer konservativ inställning till invandring. Omtzigt föreslog ett tvåstatussystem som skulle tillämpa olika antagningskriterier för asylsökande och ekonomiska migranter. Han uppgav också att den nuvarande siffran för Nederländerna, där man accepterar mer än 100 000 invandrare per år, är för hög; partiet har som mål att begränsa nettomigrationen till högst 50 000 per år. På sin plattform stöder NSC reformer av asyllagar som att begränsa den varaktighet som asylsökande kan vistas i Nederländerna och snabbare genomdrivande av avvisade asylärenden. Partiet stöder också begränsningar och strängare kvoter för antalet utländska studenter i Nederländerna och vill att nederländska ska återinföras som standardspråk för universitetssystemet, med undantag för vissa forskarexamina.
Inom utrikespolitiken strävar NSC efter att fortsätta ett intensivt samarbete inom Europa. Tanken är att genom att arbeta tillsammans får Nederländerna ett bättre grepp om gränsöverskridande problem som migration, koldioxidutsläpp och kraften i Big tech. Icke desto mindre ser NSC också behovet av att stärka den demokratiska legitimiteten för europeisk lagstiftning och uppmanar Europeiska unionen att vara mer transparent och ansvarig gentemot europeiska medborgare. Enligt dess partimanifest måste det europeiska beslutsfattandet bli mer öppet och fokuserat på att upprätthålla subsidiaritets- och proportionalitetsprinciperna. I slutändan har Omtzigt lovat en fast hållning från Nederländerna i Europa, utan smygande överföringar av budgetar och befogenheter som urholkar nationell suveränitet och demokratisk kontroll, och därför bör Nederländerna enligt honom skydda sina intressen på den europeiska scenen. Partiet kräver också att nederländare inte längre ska delta i räddningsaktioner för euroområdet, mindre EU-inflytande över den nederländska skattepolitiken och att Nederländerna ska välja bort EU-avtal som de anser strider mot nederländska intressen. NSC stöder nederländskt Nato-medlemskap och att Nederländerna även fortsättningsvis ska uppfylla målsättningen på minst 2 procent av BNP på försvar.
År 2024 röstade NSC för en motion som lagts fram i Andra kammaren av Reformerta politiska partiet om att avskaffa den så kallade "transgenuslagen". Denna hade införts under den tidigare nederländska regeringen och skulle göra det möjligt för personer under 16 års ålder att lagligen ändra sitt kön utan utlåtande från en läkare. I ett uttalande sa partiet "Vi är absolut inte emot att byta kön, men det borde inte vara för lätt heller". Man hävdade att lagändringar på det här området skulle skapa kryphål som tillåter manliga brottslingar få tillgång till kvinnofängelser.

## Valresultat

### Andra kammaren
| År   | Röster    | %     | Mandat    | +/–        |
| ---- | --------- | ----- | --------- | ---------- |
| 2023 | 1 343 287 | 12,88 | 20 av 150 | Nytt parti |

### Europaparlamentet
| År   | Röster  | %    | Mandat  | +/–        |
| ---- | ------- | ---- | ------- | ---------- |
| 2024 | 233 564 | 3,75 | 1 av 31 | Nytt parti |